# Kolbuszowa
Kolbuszowa (polskt uttal: [kɔlbuˈʂɔva], jiddisch: קאלבאסאוו) är en mindre stad i Nedre Karpaternas vojvodskap i sydöstra Polen. Staden har 8 640 invånare (2021), på en yta av 7,94 km².

## Vänorter
- Ploërmel, Frankrike
- Apensen, Tyskland
- Cobh, Irland